# Mike Dunlap
Mike Dunlap (nacido el 27 de mayo de 1957 en Fairbanks, Alaska) es el exentrenador en jefe de los Charlotte Bobcats de la NBA.
Fue contratado en 2012 para reemplazar a Paul Silas después de la temporada 2011-2012 de los Bobcats, en que el equipo tuvo el peor porcentaje de victorias en la historia de la NBA. Anteriormente se desempeñó como entrenador en jefe interino y el entrenador asistente en la Universidad de St. John.
Fue entrenador en jefe de Metro State en el periodo de (1997-2006), Dunlap llevó a su equipo a los títulos de la NCAA en 2000 y 2002. Logró un registro general de 248 victorias y solo 50 derrotas, logró llevar a los Roadrunners a nueve participaciones seguidas del torneo NCAA.
También se desempeñó como asistente del entrenador de los Denver Nuggets desde 2006 a 2008.
Dunlap también sirvió tres temporadas en Australia (1994-1996) como primer entrenador del Adelaide 36ers en la National Basketball League (Australia). En su primera temporada logra alcanzar la final de 1994 NBL perdiendo contra Melbourne Tigers,
y los dos siguientes años llega hasta a las semifinales de 1995 y 1996. En su tercera temporada en Adelaide, Dunlap tuvo un récord 59-36, antes de regresar a los EE. UU. También pasó cinco años como entrenador en jefe de baloncesto de la Universidad Luterana de California.
En la temporada 2012-13 NBA es contratado por Charlotte Bobcats para el puesto de entrenador, después de tener la peor temporada de la historia de la NBA. En la primera parte de la temporada 2012-13, Dunlap llevó a los Bobcats a un récord de 7-5, con Charlotte igualando su total de victorias de la temporada anterior. Sin embargo, en ese momento, los Bobcats se fueron de 18 derrotas en fila de la que nunca se recuperó. Terminaron 21-61, con el segundo peor récord de la NBA. El 23 de abril de 2013, los Bobcats anunciaron el despedido Dunlap.

## Récord como entrenador
| Equipo | Año     | Temporada regular | Temporada regular | Temporada regular | Temporada regular | Playoffs     |
| Equipo | Año     | J                 | V                 | D                 | Pos. Final        | Resultado    |
| ------ | ------- | ----------------- | ----------------- | ----------------- | ----------------- | ------------ |
| CHA    | 2012-13 | 82                | 21                | 61                | 4º enSureste      | No clasificó |